# Бар (Бавария)
Бар (нем. Baar) — ярмарочная община в Германии, в Республике Бавария.
Община расположена в правительственном округе Швабия в районе Айхах-Фридберг и непосредственно подчиняется управлению административного сообщества Пёттмес.
По данным на 31 декабря 2015 года:
- территория —  1691,22 га;
- население —  1166 чел.;
- плотность населения —  68,94 чел./км²;
- землеобеспеченность с учётом внутренних вод —  14 504,46 м²/чел.

Община образована 1 января 1994 года.

## Население
По оценке на 31 декабря 2015 года население общины Бар составляет Неверный параметр metadata Бар (Бавария) чел. 
 Неверный параметр metadata Бар (Бавария) 
 Неверный параметр metadata Бар (Бавария)